# اعتراضات اردیبهشت ۱۴۰۱ ایران
اعتراضات اردیبهشت ۱۴۰۱ ایران در پی اجرای سیاست‌های جدید دولت سید ابراهیم رئیسی مبنی بر اعلام رسمی آزادسازی بهای آرد مصرفی صنف و صنعت در کنار حذف ارز ترجیحی ۴۲۰۰ تومانی آغاز شد. در پی این تصمیم قیمت برخی مواد خوراکی در ایران افزایش یافت و باعث نارضایتی گسترده مردم شد. این اعتراضات در مواردی با سرکوب خشونت‌بار مأموران حکومتی مواجه شد.
اعتراضات به گرانی مواد خوراکی در حالی از شامگاه پنج‌شنبه ۲۲ اردیبهشت در ایران سراسری شد که پیش از این اعتراضاتی در استان خوزستان در جریان بود. دولت ایران در طول اعتراض‌ها به خاموش کردن اینترنت و جایگزین کردن شبکه ملی اطلاعات در برخی از مناطق روی آورد، ولی قطع کردن اینترنت و وجود تظاهرات را انکار کرد.
اگرچه پیش‌زمینه اصلی این اعتراضات مسائل معیشتی بود، اما ماهیت اعتراضات به سرعت تغییر کرد و نوک پیکان شعارها، نظام و کلیت حکومت را هدف گرفت. از شهرهایی در خوزستان، تا نقاط مختلف کهگیلویه و بویراحمد، چهارمحال و بختیاری، تهران، گیلان، اردبیل، خراسان رضوی و اصفهان شاهد حضور معترضان بود.

## پیش‌زمینه
ارز ۴۲۰۰ تومان برای یک دلار آمریکا یکی از تصمیمات دولت دوازدهم به ریاست حسن روحانی در بهار ۱۳۹۷ بود. هدف از این طرح حمایت از اقشار آسیب‌پذیر برای کنترل قیمت کالاهای اساسی، نهاده‌های دامی، دارو و تجهیزات پزشکی اعلام شده بود. طی سال‌های بعد به دلیل محدود شدن منابع ارزی ایران به‌تدریج فهرست اقلام مشمول دریافت این ارز کوچک‌تر شد.
در اسفند ۱۴۰۰ مجلس شورای اسلامی ایران با حذف ارز ترجیحی در بودجه ۱۴۰۱ موافقت کرد. دولت سیزدهم به ریاست سید ابراهیم رئیسی در اردیبهشت ۱۴۰۱ شروع به حذف ارز ترجیحی کرد؛ افزایش یارانه‌ها و ارائه کالابرگ برای دریافت کالاهای اساسی با نرخ مصوب دولتی، از جمله راهکارهای دولت رئیسی برای جبران تورم ناشی از حذف این ارز است. ابراهیم رئیسی، دوشنبه ۱۹ اردیبهشت در یک برنامه تلویزیونی تأکید کرد که نان، دارو، و بنزین گران نخواهند شد.
تا قبل از شروع حذف این ارز ترجیحی، شش قلم کالای اساسی شامل گندم، جو، ذرت، سویا، روغن خام و دانه‌های روغنی به همراه بخشی از دارو و تجهیزات پزشکی ارز ۴۲۰۰ دریافت می‌کردند. عزم دولت رئیسی برای حذف این ارز باعث گرانی آرد و نان در ایران شد. همزمان قیمت دلار در بازار آزاد ایران افزایش یافت و به بیش از ۲۹ هزار تومان رسید.
ستاد تنظیم بازار، ۲۲ اردیبهشت، قیمت چهار کالای اساسی در ایران، مرغ، تخم‌مرغ، روغن مایع و فرآورده‌های شیری، را رسماً تغییر داد. احمد وحیدی، وزیر کشور ایران، افزایش قیمت چهار کالای اساسی را گام بزرگ اقتصادی خواند و تأکید کرد که قیمت حمل و نقل بالا نمی‌رود و هیچ کالای دیگری نیز حق افزایش قیمت ندارد.

## اعتراضات

### خوزستان
پیش از گسترش اعتراض به گرانی موارد خوراکی در ایران، مردم استان خوزستان از پنج‌شنبه شب ۱۵ اردیبهشت اعتراضاتی را به‌دلیل گرانی و افزایش قیمت محصولاتی مانند نان، روغن، تخم‌مرغ و ماکارونی برگزار کردند که با خشونت و تیراندازی پلیس و نیروهای ضد شورش روبرو شد. همزمان با فراخوان برگزاری تجمعات، اینترنت استان خوزستان با مشکل مواجه شد و در بعضی نقاط قطع یا بسیار کند شد.

### سراسری
اعتراضات خیابانی سراسری در ۲۲ اردیبهشت همزمان با آن آغاز شد که دولت ایران رسماً بهای چهار کالای اساسی را در پی حذف ارز ترجیحی افزایش داد. از اوایل صبح روز پنج‌شنبه ۲۲ اردیبهشت، صف‌های طولانی مقابل مرغ‌فروشی‌ها و فروشگاه‌ها تشکیل شد. در بیشترِ شهرها تا قبل از ساعت ۱۲ ظهر، مرغ‌فروشی‌ها خالی شدند و روغنِ جدیدی هم برای فروش نرسید. در قزوین، کرج و تهران به چند فروشگاه بزرگ حمله شد. در روزهای بعد، کمبود کالاهای اساسی در بعضی از شهرها همچنان ادامه داشت و ویدئوها در شبکه‌های اجتماعی از صف‌های طولانی برای خرید گوشت مرغ در شهر مشهد خبر می‌داد. همزمان با حذف دلار ۴۲۰۰ تومانی، نرخ دلار در ایران از ۳۰ هزار تومان هم گذشت.

### روزشمار
اعتراضات مردمی به گرانی مواد خوراکی که چند روزی در استان خوزستان در حال انجام بود از پنج‌شنبه ۲۲ اردیبهشت به سراسر ایران گسترش و در شهرستان‌های دورود لرستان، ایذه، اندیمشک، شوش در خوزستان، یاسوج در کهگیلویه و بویر احمد، شهرکرد و جونقان در چهارمحال بختیاری و فشافویه در استان تهران انجام شد. اعتراضات در ۲۳ اردیبهشت به رشت، مرکز استان گیلان، اردبیل، مرکز استان اردبیل، بروجرد واقع در استان لرستان و فارسان در استان چهارمحال و بختیاری کشید.
اعتراضات در شنبه ۲۴ اردیبهشت، برای سومین روز متوالی ادامه پیدا کرد. شهرک کارون در حومه تهران، نیشابور و قوچان در استان خراسان رضوی و هفشجان و بابا حیدر در استان چهارمحال و بختیاری به این اعتراضات پیوستند. فضای شهرهای خرم‌آباد و فولادشهر اصفهان هم امنیتی گزارش شد.
یکشنبه ۲۵ اردیبهشت مردم شهرکرد، مرکز استان چهارمحال و بختیاری، شامگاه در خیابان‌ها اعتراض کردند. مأموران برای مقابله با تجمعات مردم در این شهر از شلیک گلوله ساچمه‌ای، گاز اشک‌آور و تیرهوایی استفاده کردند. ویدئوهایی نیز از تجمع گروهی از معترضان در سورشجان در نزدیکی شهرکرد منتشر شد. ویدئویی هم از تجمع نیروهای امنیتی و انتظامی در اطراف فلکه صادقیه تهران منتشر شده‌است که ظاهراً برای مقابله با اعتراضات احتمالی در این بخش از پایتخت مستقر شده‌اند.
دوشنبه ۲۶ اردیبهشت، اعتراضات و سرکوب معترضان در شهرکرد ادامه یافت. همچنین فضای امنیتی در شهرهایی چون تهران، زنجان، مشهد و شیراز تشدید شد.
سه‌شنبه ۲۷ اردیبهشت، اعتراضات مردمی در شهرهای مختلف ایران ادامه یافت. تصاویر ویدیویی نشان از حضور سنگین نیروهای امنیتی در تهران و شهرهای درگیر اعتراضات دارد. شهر گلپایگان به شهرهای درگیر اعتراضات پیوست و به این ترتیب دامنه این اعتراضات از استان‌های غربی به استان اصفهان در مرکز ایران رسید. یگان‌های ویژه سپاه پاسداران در جونقان در تقابل با معترضان بودند. کازرون در استان فارس و شهرکرد نیز صحنه اعتراضات بود، معترضان در کازرون خودروهای نیروی انتظامی را به آتش کشیدند. چهارشنبه ۲۸ اردیبهشت اعتراضات مردمی پراکنده در فارسان، ادامه پیدا کرد.

### شعارها
معترضان با شعارهایی بر علیه سید ابراهیم رئیسی، رئیس‌جمهوری ایران و سید علی خامنه‌ای، رهبر جمهوری اسلامی ایران سر دادند و خواستار کناره‌گیری سران حکومت شدند. معترضان با سر دادن شعارهایی چون «رئیسی دروغگو! حاصل وعده‌هات کو؟»، سیاست‌های دولت رئیسی، رئیس دولت سیزدهم، را هدف انتقاد قرار داده‌اند. «رضاشاه روحت شاد» و «رئیسی حیا کن، مملکتو رها کن»، «ای شاه ایران برگرد به ایران»، «مرگ بر خامنه‌ای»، «توپ تانک فشفشه، آخوند باید گم بشه»، «خامنه‌ای قاتله، حکومتش باطله»، «رئیسی حیا کن مملکتو رها کن» و «چهارمحال، خوزستان، اتحاد اتحاد!» ،«ایرانی بسه دیگه غیرتتو نشون بده»، «توپ تانک فشفشه خامنه‌ای کشته شه ،«توپ تانک فشفشه خامنه‌ای ک .س.ک.ش.ه،«نه غزه نه لبنان ،جانم فدای ایران ،« نه تفریح نه پیشرفت جوونیمون هدر رفت»،« زبون به این کلفتی کو آب و برق مفتی (اشاره به سخنرانی خمینی در بهشت زهرا دارد)» «نترسید نترسید ماهمه باهم هستیم»،«میجنگیم می‌میریم ایرانو پس میگیریم»،«تا آخوند کفن نشود این وطن وطن نشود »،

از دیگر شعارهایی است که معترضان در تجمعات سر داده‌اند.

## واکنش‌ها

### داخلی
ایرنا در اولین واکنش از اعتراضات پراکنده در برخی شهرهای ایران و پایان تجمعات و بازگشت آرامش خبر داد. ایرنا دلیل اعتراضات را اجرای قانون اصلاح نظام پرداخت یارانه‌ها عنوان کرد. اکثر روزنامه‌های ایران شنبه بعد از شروع اعتراضات در حالی منتشر شدند که خبری از اعتراضات مردمی در صفحات اول آنها انعکاس نداشت. بیشتر روزنامه‌ها به خصوص روزنامه‌های نزدیک به حکومت ایران تلاش کردند از برنامه اقتصادی دولت حمایت کنند. روزنامه‌های جمهوری اسلامی و اعتماد از معدود روزنامه‌هایی بودند که تیتری به اعتراضات مردم به گرانی اختصاص دادند. وزارت اطلاعات ایران استفاده از عبارت‌هایی از جمله «جراحی اقتصادی»، «برخورد خشونت‌آمیز»، «برخورد با مردم» و «تحصن» را در رسانه‌های داخلی ممنوع کرده‌است.
علی شمخانی، دبیر شورای عالی امنیت ملی ایران، اعتراضات را محدود به برخی هموطنان نگران خواند و اقدامات اخیر دولت را اراده تغییرناپذیر کل نظام دانست. ابراهیم رییسی رئیس‌جمهور خطاب به مردمی که به گرانی‌ها اعتراض داشتند گفت چند روز صبر کنید و تا زنده هستم اجازه نخواهم داد که مردم از گرانی‌ها آسیب ببینند. قدرت‌الله حمزه شلمزاری، نماینده جونقان در مجلس شورای اسلامی و فرماندار سابق ایذه، اعتراضات را بی‌اهمیت جلوه داد.
علی نصیریان، پرویز پرستویی، وریا غفوری و شهرام ناظری به اشکال گوناگون از اعتراضات مردم حمایت کردند.
۵۵۲ نفر از فعالان سیاسی و مدنی ایران در ضرورت منع برخورد خشونت‌بار با اعتراضات مردمی به گرانی‌ها بیانیه‌ای صادر کردند. ابوالفضل قدیانی، اردشیر امیرارجمند، مصطفی تاجزاده، عبدالعلی بازرگان، مرتضی الویری، حمیدرضا جلایی‌پور، محسن ترکاشوند و سعید مدنی ازجمله امضاکنندگان این بیانیه بودند.

### خارجی
رضا پهلوی در پیامی به معترضان توصیه کرد در اعتراضات، با قدرت از نیروهای نظامی و انتظامی و امنیتی بخواهید سلاح‌شان را زمین بگذارند و پرونده‌شان را بیش از این سنگین نکنند. فرانس ۲۴ گرانی خوراکی را به قحطی تحمیلی توسط دولت تشبیه کرده‌است. ند پرایس، سخنگوی وزارت خارجه ایالات متحده، از اعتراضات مدنی در ایران پشتیبانی کرد و شجاعت شهروندان معترض را که برای استیفای حقشان برخاسته‌اند را ستود.
سازمان حقوق بشر ایران در بیانیه‌ای، از جامعه جهانی خواست با فشار بر مقام‌های جمهوری اسلامی ایران، مانع از سرکوب معترضان شوند. اتحاد جمهوری‌خواهان ایران، جبهه ملی ایران اروپا (سامان ششم)، حزب چپ ایران (فدائیان خلق)، حزب جمهوری‌خواه سوسیال‌دموکرات و لائیک ایران، سازمان‌های جبهه ملی ایران در خارج از کشور و همبستگی جمهوری‌خواهان ایران در بیانیه‌ای مشترک، از معترضان ایرانی حمایت کردند.

## پیامدها
معترضان جونقان با شکست تابلو پایگاه بسیج امام حسن مجتبی، این پایگاه را به آتش کشیدند. به گزارش خبرگزاری فرانسه، در ایذه، واقع در استان خوزستان، مردم خشمگین به فروشگاه‌ها حمله و تلاش کرده‌اند یک مسجد را به آتش بکشند.
در ۲۳ اردیبهشت مردم ایذه با شعار رضاشاه روحت شاد مسجد جامع شهر را آتش زدند و در فارسان به حوزه علمیه شهر حمله و آن را سنگ باران کردند
همزمان با اعتراضات در شهرهای مختلف ایران، شنبه ۲۴ اردیبهشت، دو مسابقه بسیار مهم و سرنوشت‌ساز لیگ برتر فوتبال ایران میان استقلال و فولاد و همچنین پرسپولیس و سپاهان بدون حضور تماشاگران در اهواز و سیرجان برگزار شد. در تصمیم بعدی سازمان لیگ فوتبال ایران اعلام کرد، حضور تماشاگران در تمامی بازی‌های لیگ‌های برتر و دسته ۱، ۲ و ۳ در ورزشگاه‌ها ممنوع است.
پس از شروع اعتراض‌ها، وزارت اطلاعات دولت رئیسی با بازداشت دو گردشگر فرانسوی اعلام کرد که منشأ اعتراض‌های اخیر در چند استان، تحریک عوامل خارجی بوده‌است.
سپاه پاسداران و بسیج در میانه اعتراضات مردمی رزمایش‌های گسترده‌ای در استان‌های مختلف از جمله کردستان، اصفهان، مازندران، حومه تهران، سمنان، کرمانشاه و ایلام برگزار کرد. از جمله در استان خوزستان که کانون اعتراضات به گرانی بود، سپاه ولیعصر خوزستان جمعه ۳۰ اردیبهشت رزمایشی با نام الی بیت‌المقدس با حضور ۶۵ گردان بیت‌المقدس و ۲۸ گردان خواهران کوثر برگزار کرد.

### اینترنت
حکومت ایران به روال پیشین خود در زمان اعتراضات دسترسی کاربران به اینترنت را محدود کرد. بر پایه اطلاعات پایگاه نت بلاکس اینترنت در برخی نقاط ایران به خصوص مناطقی که در آنجا اعتراض‌ها جریان دارد، دچار اختلال شده‌است.
بعضی از کاربران اینستاگرام و فیسبوک گزارش دادند که پست‌هایشان دربارهٔ اعتراضات در این شبکه اجتماعی حذف شده‌است. بی‌بی‌سی به روایت‌هایی دست پیدا کرده که از احتمال نفوذ طرفداران حکومت ایران به شرکتی به نام تلاس اینترنشنال خبر می‌دهد؛ شرکتی که مسئول اصلی رسیدگی به محتوای اینستاگرام و فیسبوک است.

### کشته‌شدگان
تا ۲۶ اردیبهشت هویت پنج نفر از قربانیان این اعتراضات تأیید شده‌است. امید سلطانی در اندیمشک، پیشعلی غالبی حاجیوند در دزفول، حمید قاسم‌پور در فارسان، بهروز اسلامی در باباحیدر فارسان و سعادت هادی‌پور در هفشجان کشته شده‌اند. احمد راستینه، نماینده شهرکرد در مجلس، ضمن تأیید هویت سعادت هادی‌پور مدعی شد که او از اعضای بسیج بود که در مسیر بازگشت خانه کشته شد. مراسم خاک‌سپاری پیش‌علی حاجیوند، در روستای شول‌آباد و بهروز اسلامی در باباحیدر با درگیری مردم و مأموران جمهوری اسلامی مواجه شد.
احمد آوایی، نماینده دزفول در مجلس ایران که قبلاً تأیید کرده بود یک نفر در تظاهرات اعتراضی در اندیمشک کشته شده‌است، بعداً این خبر را تکذیب کرد. اما خبرگزاری کار ایران، ایلنا، در واکنش به این تکذیبه، فایل صوتی این نماینده مجلس را که دربارهٔ این فرد کشته شده سخن می‌گوید، منتشر کرد.